# Aoridae
Aoridae é uma família de anfípodes pertencentes à ordem Amphipoda.

## Géneros
Géneros:
- Aora Krøyer, 1845
- Aorella Myers, 1981
- Aoroides Walker, 1898